# QuAUDIOPHILIAc
A QuAUDIOPHILIAc Frank Zappa egy 2004-ben megjelent gyűjteményes albuma, kiadta a Zappa Family Trust. A lemez audio-DVD, rajta Zappa hetvenes években készült, kvadrofón, azaz négysávos hangrögzítési kísérletei hallhatóak. A darabok producere Frank Zappa, míg a lemezt fia, Dweezil Zappa állította össze, akinek ez volt az első surround sound terén tett kirándulása.

## Az albumról
Zappa számos albumához készített kvadrofón mixeket a hetvenes években, ezek a megfelelő formátum híján kiadatlanok maradtak – a QuAUDIOPHILIAc az első ebben a sorozatban (a Halloween koncertlemez is ugyanebben a formátumban jelent meg, 5.1-es hanggal, ennek a mixét ugyanakkor nem Frank Zappa keverte négysávosra).
Az albumon hallható dalok egy része korábban kiadatlan volt. A számok némelyik egészen korai, a hetvenes évek elejéről származó felvétel, ilyen a "Chunga Basement", a Chunga's Revenge album (1970) címadó darabjának egy változata. Ugyancsak szerepel a lemezen három darab az 1975-ben a Royce Hall-ban az Abnuceals Emuukha Electric Orchestra közreműködésével készült nagyzenekari koncertről, ami az Orchestral Favorites album alapanyaga volt.

## Az album számai
1. Naval Aviation in Art? – 1:34
2. Lumpy Gravy – 1:05
3. Rollo – 6:00
4. Drooling Midrange Accountants on Easter Hay – 2:15
5. Wild Love – 4:07
6. Ship Ahoy – 5:47
7. Chunga Basement – 11:48
8. Venusian Time Bandits – 1:54
9. Waka/Jawaka – 13:23
10. Basement Music #2 – 2:43

## Közreműködők

### Zenészek
- Frank Zappa – gitár, ének, karmester
- Mike Altschul – basszusklarinét, mélyfurulya, piccolo, basszus szaxofon, tenorszaxofon
- Napoleon Murphy Brock – ének
- Adrian Belew – gitár
- Max Bennett – basszusgitár
- Terry Bozzio – dob, ének
- Billy Byers – harsona, baritonkürt
- Alex Dmochowski – basszusgitár
- George Duke – billentyűsök
- Aynsley Dunbar – dob
- Roy Estrada – basszusgitár
- Tom Fowler – basszusgitár
- Andre Lewis – billentyűsök
- Ed Mann – ütősök
- Sal Marquez – trombita, szárnykürt
- Tommy Mars – billentyűsök, ének
- Patrick O'Hearn – basszusgitár
- Kenny Shroyer – harsona, baritonkürt
- Chester Thompson – dob
- Ian Underwood – billentyűsök

### Produkciós stáb
- Frank Zappa – producer, hangmérnök, keverés
- Art Kelm – technikai támogatás
- Richard Landers – technikai támogatás
- Jeff Levison – csapatvezető, főszervező
- Fred Maher – technikai támogatás
- Stephen Marcussen – mastering
- Jaime Ramírez – gyártásvezető
- Jeff Skillen – vezető producer
- John „Buddy” Williams – borítókép, fényképezés
- Dweezil Zappa – producer, hangmérnök
- Gail Zappa – vezető producer, művészeti vezető, fényképezés
- Keith Lawler – dobozterv, dizájn, fényképezés

## Külső hivatkozások
- Dalszövegek és egyéb információk – az Information Is Not Knowledge oldalon
- A QuAUDIOPHILIAc – a zappa.com-on
- QuAUDIOPHILIAc – Dweezil Zappa írása a kísérőfüzetben (magyar fordítás)